# UTC+6:30
UTC+6:30 er en tidszone som er 6 timer og 30 minutter foran standardtiden UTC.
UTC+6:30 bruges året rundt af:
- Burma (også kaldt Myanmar)
- Cocosøerne (hører til Australien)